# Strophius hirsutus
Strophius hirsutus är en spindelart som beskrevs av Octavius Pickard-Cambridge 1891.
Strophius hirsutus ingår i släktet Strophius och familjen krabbspindlar. Inga underarter finns listade i Catalogue of Life.